# Bellingwedde
Bellingwedde é um município dos Países Baixos localizado na província da Groninga.
Pertence à rede das Cidades Cittaslow.